# Alcabalas en Nueva España

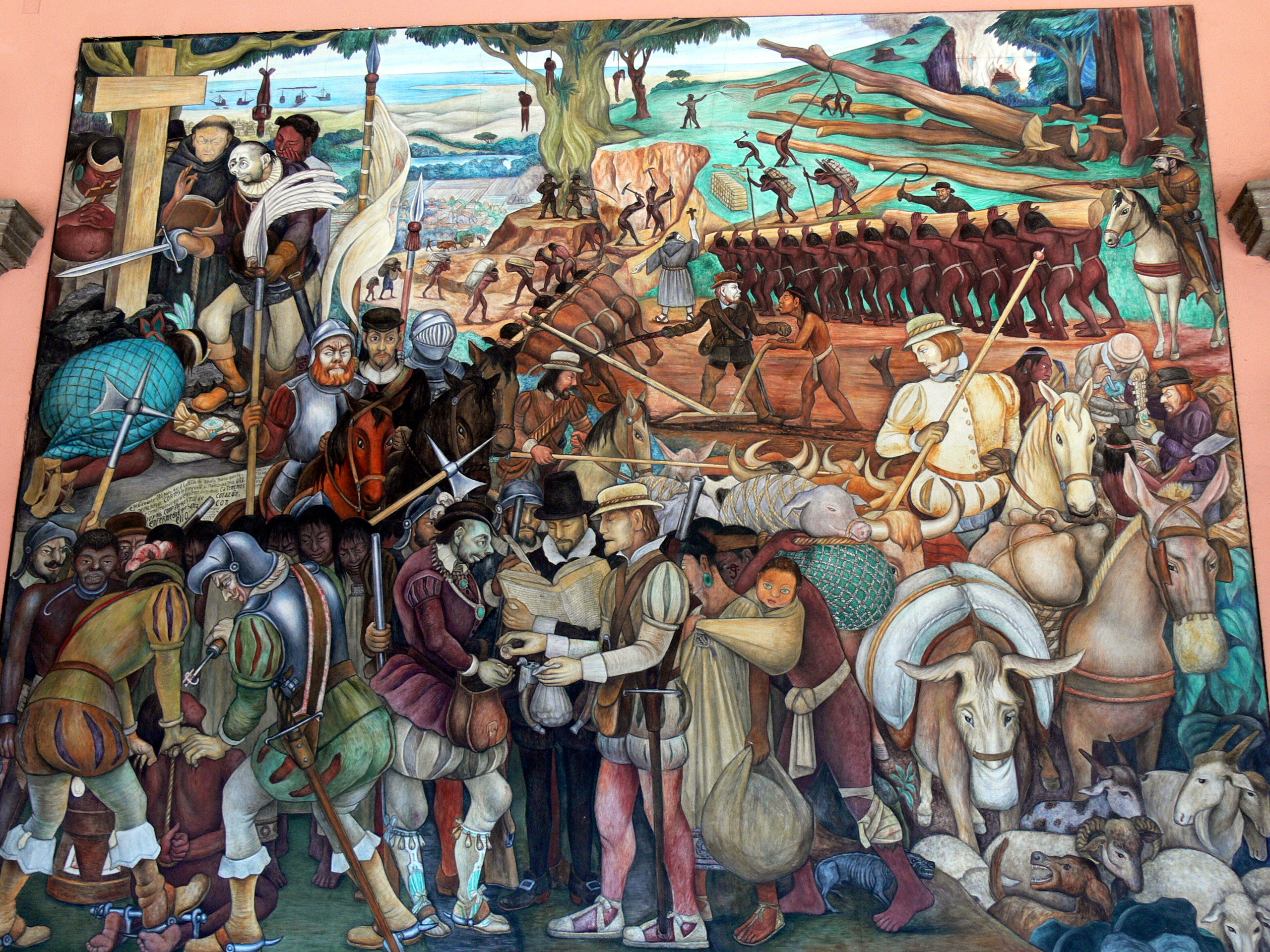
En el centro de este mural de Diego Rivera se observa el pago de un impuesto en monedas de plata. Una reconstrucción aproximada del peso de la fiscalidad en la vida cotidiana de Nueva España.

La alcabala fue una renta real que se cobraba sobre el valor de todas las cosas: muebles, inmuebles y semimovientes (como el ganado o los esclavos), que se vendían o permutaban. También puede ser definida como un impuesto que gravaba las transacciones mercantiles y que, si bien en la mayoría de los casos pagaba el vendedor, repercutía sobre el comprador, con el alza de los precios de varios productos.
En suma, se trataba de un impuesto indirecto.

## Orígenes.
Usualmente se considera que la alcabala se estableció en 1342 bajo el reinado de Alfonso XI. Inicialmente fue una concesión temporal al rey realizada por las cortes de Burgos, pero a partir de 1349 permaneció como una renta real que incluso se trasladó a la América hispana en el siglo XVI. Sin embargo, el origen de la alcabala como una renta real ha sido materia de diversos debates desde el siglo XVI.
Esta renta se perpetuó como un derecho de la Corona castellana, hasta que en 1813 las cortes de Cádiz la suprimieron. Sin embargo, Fernando VII la restableció tanto en España como en los territorios de América.

### Modalidades de cobro.
En todos los dominios de la Monarquía católica existieron tres sistemas en el cobro de alcabalas:
- Administración directa: implicaba la recaudación de la alcabala por parte de un oficial real de alguna Caja Real de Nueva España o por otros ministros como gobernadores, capitanes, alcaldes mayores o justicias.
- Encabezamiento: era una modalidad de arrendamiento gestionado por ciertas instituciones como ayuntamientos o consulados de comerciantes. En el encabezamiento, la aportación era efectuada por medio de un “repartimiento”, por lo que se trataba de una contribución indirecta. Si no se alcanzaba la suma se repartía entre los vecinos, mercaderes y comerciantes.
- Arrendamiento: en este caso, la Monarquía hispánica remataba y ofertaba en arrendamiento la administración de las alcabalas de alguna jurisdicción o municipio. En España, incluso existían algunas “alcabalas privadas”, otorgadas por el monarca a ciertas personas con un título nobiliario.[2] El sistema de arrendamiento implicaba un acuerdo entre la Hacienda y un particular o una comunidad de comerciantes, este acuerdo se formalizaba mediante la firma de un contrato.

El arrendamiento y el encabezamiento implicaron la cesión de algunos derechos fiscales del rey en individuos o grupos de interés económico a cambio de una suma anual estable, acordada en los contratos.

## Instauración en Nueva España
La instauración de la alcabala en los dominios americanos de la monarquía hispánica sucedió en el último tercio del siglo XVI. Inicialmente, Carlos V había exentado en 1522 a los habitantes de las primeras colonias del pago de la alcabala, como un posible incentivo para la colonización del Nuevo Mundo.
Sin embargo, los crecientes gastos de las arcas reales llevaron a Felipe II a derogar la gracia real y estableció el cobro de la alcabala en sus dominios de Indias con una real cédula el 1 de noviembre de 1571. En caso de Nueva España, la implementación de la alcabala fue impuesta por un bando del virrey Martín Enríquez de Almansa a partir del 1 de enero de 1575.
En general, la cantidad que se pagaba en los dominios americanos era menor a la que se le impuso a los súbditos de la península ibérica. Ante esta diferencia en la carga impositiva, se realizaron dos incrementos del 2% durante el siglo XVII.
El primer incremento, conocido como la “Unión de Armas”, se gestó a partir del proyecto del Conde- duque de Olivares por crear una flota conjunta que protegiera a los virreinatos del Perú y Nueva España. Este primer incremento fue impuesto en Nueva España entre 1632 y 1633, con el cual la alcabala pasó de ser de un 2% del valor de las mercancías a un 4%.
Pocos años después se impuso otro incremento, esta vez del 4 al 6 % del valor de las mercancías, dicho incremento fue promulgado por Felipe IV por real cédula en 1635. El motivo del alza en este impuesto fue la creación de una fuerza naval que defendiera el Caribe de las incursiones de otras potencias rivales a España, como los holandeses o las fuerzas inglesas.
Hubo otros aumentos durante el siglo XVIII, el de mayor consideración fue impuesto como respuesta a los gastos suscitados a partir de la guerra contra Inglaterra conocida como la “Guerra del Asiento” (1739-1748).
Estos incrementos casi siempre respondieron a la necesidad de disponer de recursos para financiar los gastos de guerra generados por los diversos conflictos bélicos en los que se veía involucrada la corona española.

## La administración de alcabalas en Nueva España (siglos XVI - XVIII)

### La Ciudad de México
Las alcabalas de la Ciudad de México y las localidades cercanas ubicadas en el valle de México, representaron el ingreso más cuantioso por concepto de este impuesto durante prácticamente todo el régimen virreinal.

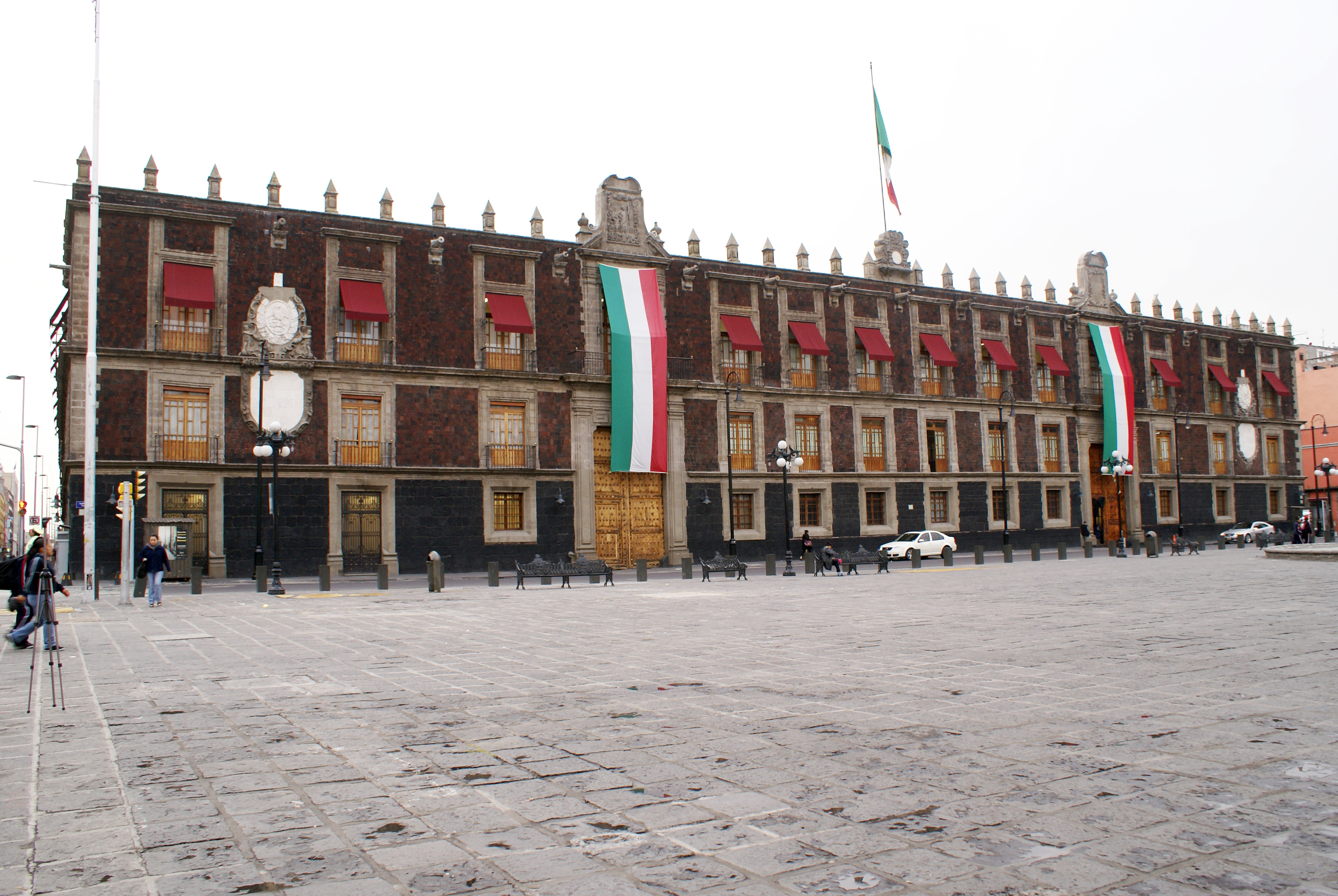
En este edificio se localizaba la Aduana de la Ciudad de México en el, sede de la Contaduría General de Alcabalas.

Desde principios del siglo XVII estuvieron controladas por el cabildo de la Ciudad de México y posteriormente por el Consulado de Comerciantes de México. Para el siglo XVIII, esta renta fue encabezada en el mencionado Consulado, quienes por medio de una serie de contratos de más de diez años establecieron una compleja red de recaudación que implicaba la participación de un cuerpo administrativo y la delimitación del espacio fiscal por medio de garitas. Archivado el 3 de marzo de 2016 en Wayback Machine.
El control de esta renta por parte de los comerciantes de la Ciudad de México fue hasta el año de 1754, cuando el virrey primer conde de Revillagigedo impuso la administración directa en la ciudad y sus alrededores. Esta medida fue implementada por los malos manejos de los recursos financieros derivados de las alcabalas por parte de los miembros del Consulado de Comerciantes de México.

### Puebla de los Ángeles
En el caso de la ciudad de Puebla de los Ángeles, la recaudación de la alcabala estuvo bajo el control de los regidores del cabildo de manera ininterrumpida desde 1603 hasta los primeros años del siglo XVIII.
Durante las primeras dos décadas del siglo XVIII, la administración de la alcabala estuvo bajo el control de un comisario especial, quien respondía únicamente a la autoridad del Consejo de Indias y del rey. A partir de 1723, fue administrada por una comisión hasta que en 1727 se arrendó el control de dicha renta en Puebla y su amplia jurisdicción.

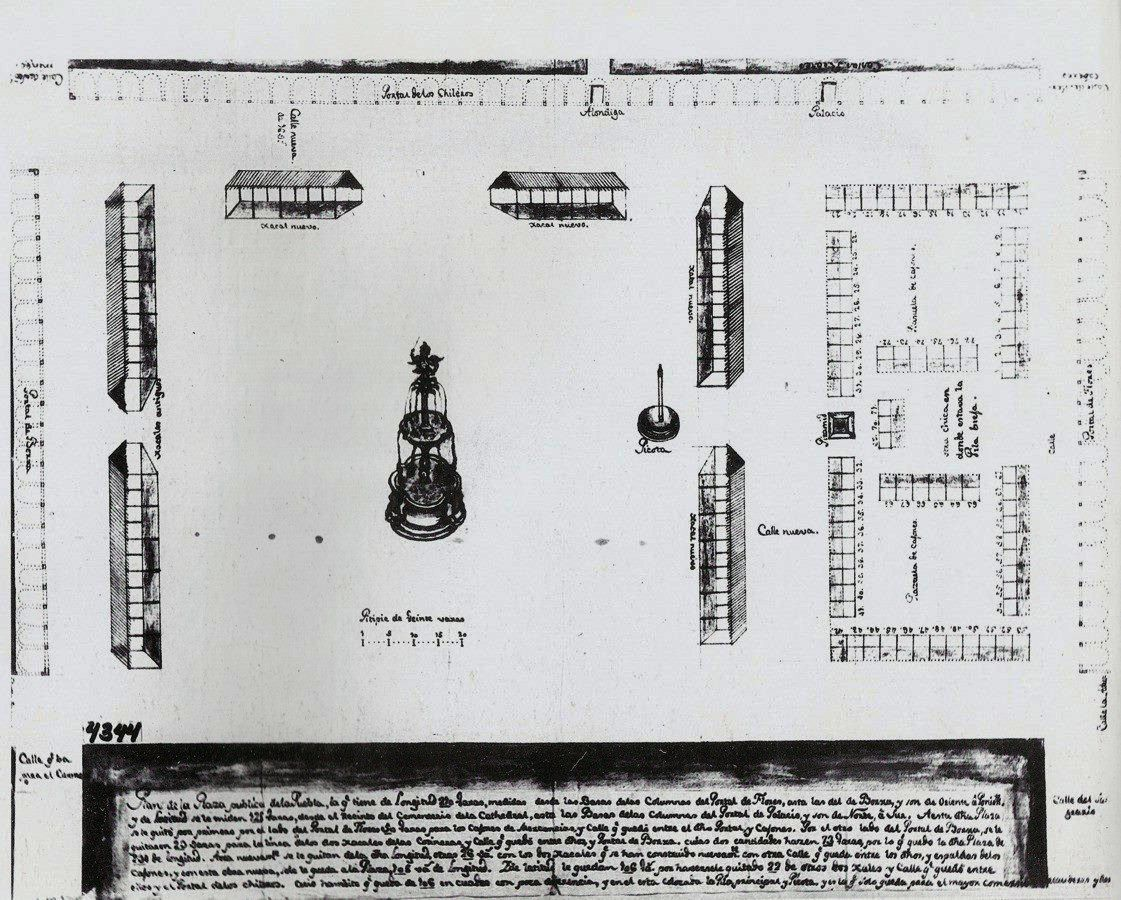
Plaza Mayor de Puebla de los Ángeles en el. Durante dicho siglo la administración de las alcabalas de la ciudad y sus alrededores estuvo a cargo de los regidores del cabildo de Puebla.

### Resto de Nueva España
En el resto de las ciudades, villas y pueblos de la Nueva España, el cobro de las alcabalas era controlado por diversas agrupaciones de comerciantes y vecinos o por particulares, como hacendados, dueños de ganado o comerciantes. También se recurrió a la administración directa por parte de oficiales reales o alcaldes, como era el caso de los reales mineros y aquellas ciudades que sirvieron como centros de redistribución de distintos productos.

## El paso a la administración directa (1754- 1786)
Después de los cambios que sucedieron con la implementación de la administración directa en la Ciudad de México a partir de 1754 y la posible eliminación de los arrendamientos de alcabalas en Nueva España, en 1765 el visitador José de Gálvez consideró pertinente conservar el arrendamiento en encabezamiento de las alcabalas de Nueva España hasta la llegada al gobierno de Antonio María de Bucareli y Ursúa en 1771.
Este virrey decidió en 1776 implementar la administración directa en todo el territorio de Nueva España, con la creación de la Dirección General de Alcabalas y Pulques, la cual fue el órgano recaudador de este derecho, junto con la Junta Superior de Real Hacienda a partir de 1786 y hasta la independencia del imperio mexicano en 1821.